# پوپاسنا
۴۸°۳۸′۰۰″ شمالی ۳۸°۲۲′۴۸″ شرقی / ۴۸٫۶۳۳۳۳°شمالی ۳۸٫۳۸۰۰۰°شرقی
شهر پوپاسنا (به روسی: Попасна) در استان لوهانسک در کشور اوکراین واقع شده‌است. جمعیت این شهر ۲۵٬۹۵۱ نفر  است.